# Agnieszka Gromkowska-Melosik
Agnieszka Aleksandra Gromkowska-Melosik – polska profesor nauk społecznych. Specjalizuje się w zagadnieniach z zakresu pedagogiki, feminologii i socjologii edukacji.

## Życiorys
Jest absolwentką studiów pedagogicznych na Uniwersytecie im. Adama Mickiewicza w Poznaniu (rocznik 1998). Doktoryzowała się w 2002 roku na Wydziale Humanistycznym Uniwersytetu Mikołaja Kopernika w Toruniu na podstawie pracy Rekonstrukcje i reprezentacje kobiecości w kulturze globalnej. Studium socjopedagogiczne. Promotorem tej pracy był profesor i pedagog Zbigniew Kwieciński. Habilitację uzyskała w 2011 na Wydziale Studiów Edukacyjnych UAM na podstawie dotychczasowego dorobku naukowego i książki-rozprawy Edukacja i (nie)równość społeczna kobiet. Studium dynamiki dostępu. Tytuł profesora nauk społecznych nadał jej we wrześniu 2016 roku Prezydent Rzeczypospolitej Polskiej Andrzej Duda. Podstawą nadania jej tego tytułu była publikacja Elitarne szkolnictwo średnie. Między reprodukcją społeczno-kulturową a ruchliwością konkurencyjną.
Początkowo była pracownikiem naukowym Zakładu Polityki Oświatowej i Edukacji Obywatelskiej UAM na stanowisku adiunkta, w późniejszym okresie wykładowcą, profesorem i kierownikiem Zakładu Edukacji Wielokulturowej i Badań nad Nierównościami Społecznymi na Wydziale Studiów Edukacyjnych Uniwersytetu im. Adama Mickiewicza w Poznaniu. Jest prodziekanem do spraw studiów doktoranckich i współpracy międzynarodowej tego wydziału w kadencji 2016–2020. Jest przewodniczącą Rady Naukowej Instytutu Badań Edukacyjnych w kadencji 2017–2021 oraz członkiem Komitetu Nauk Pedagogicznych PAN.
W swoich książkach i publikacjach naukowych podejmuje między innymi tematy nierówności społecznej w edukacji  , plagiatowania utworów i fałszowania dyplomów . Zajmuje się także zagadnieniem kobiecości w kulturze globalnej  oraz analizą kobiety epoki wiktoriańskiej .
Odznaczona Medalem Komisji Edukacji Narodowej (2022)

## Książki
Jest autorką lub współautorką publikacji książkowych: 
- Ukraińskie uchodźczynie wojenne. Tożsamość, trauma, nadzieja, Impuls 2022 (z Aleksandrą Boroń),
- Kobiecość jako źródło społeczno kulturowych niepokojów. Krystalizacje i rozproszenia.
- Testy edukacyjne. Dynamika socjalizacji i selekcji

- Edukacja i (nie)równość społeczna kobiet: studium dynamiki dostępu[8]
- Problemy nierówności społecznej w teorii i praktyce edukacyjnej[7]
- Ściągi, plagiaty, fałszywe dyplomy: studium z socjopatologii edukacji[9]
- Elitarne szkolnictwo średnie: między reprodukcją społeczno-kulturową a ruchliwością konkurencyjną
- Kobieta epoki wiktoriańskiej: Tożsamość, ciało i medykalizacja[12]
- Tożsamość w społeczeństwie współczesnym: pop-kulturowe (re)interpretacje (redakcja naukowa)
- Krótkie wykłady z socjologii edukacji
- Kobiecość w kulturze globalnej: rekonstrukcje i reprezentacje[11]
- Edukacja i społeczeństwo: dynamika socjopedagogicznych konstrukcji

## Wybrane publikacje naukowe
Jest autorką lub współautorką publikacji naukowych:
- Education, culture and reconstructions of femininity in modern Japan (escape from/to equality and freedom)
- Plagiat. Konteksty edukacyjne i społeczno-kulturowe[10]